# Isao Okano
Isao Okano (Japans: 岡野 功, Okano Isao) (Ryugasaki, 20 januari 1944) is een voormalig Japanse judoka.

## Biografie
Okano behaalde goud in de categorie tot en met 80 kg op de Olympische Spelen in Tokio in 1964.
In 1965 nam hij deel aan de Wereldkampioenschappen in Rio de Janeiro, waar hij de eerste plaats behaalde.
Tijdens het All-Japan kampioenschap in 1969 werd hij voor de tweede keer kampioen (de eerste keer was in 1967). Dit is zijn laatst behaalde prijs als wedstrijdjudoka.
Na zijn carrière als topsporter richtte hij zijn eigen judoteam op in Ryugasaki. Hier is hij nog steeds actief als leraar.

## Resultaten

### Olympische Spelen
1e plaats – 1x

### Wereldkampioenschap
1e plaats – 1x

### Nationaal kampioenschap
1e plaats – 2x
 2e plaats – 1x